# Rémy Martin
Rémy Martin är en fransk cognacstillverkare, grundad år 1724. Sedan 1991 ägs företaget av Rémy Cointreau.

## Olika blandningar
- Rémy Martin Grand Cru
- Rémy Martin VSOP
- Rémy Martin Club
- Rémy Martin 1738 Accord Royal
- Rémy Martin XO Spécial
- Rémy Martin XO Excellence
- Rémy Martin Extra
- Louis XIII de Rémy Martin
- L'Age D'Or de Rémy Martin